# 双凤驿站
双凤驿站是一个成渝线上的铁路车站，位于中华人民共和国四川省内江市隆昌市双凤镇，建于1952年，目前为四等站，目前客运：办理旅客乘降；不办理行李、包裹托运；货运：办理整车货物发到；危险货物仅办理农药、化肥发到。